# FFH-Gebiet Steinhuder Meer mit Randbereichen
Steinhuder Meer (mit Randbereichen) ist der Name eines als FFH-Gebiet gemeldeten Gebiets in der niedersächsischen Region Hannover und im Landkreis Nienburg. Es ist fast deckungsgleich mit dem Vogelschutzgebiet Steinhuder Meer. Das Gebiet umfasst die Wasserfläche des Steinhuder Meers sowie die Naturschutzgebiete Westufer Steinhuder Meer und Meerbruchswiesen im Westen und das Naturschutzgebiet Totes Moor im Osten des Steinhuder Meeres.

## Fauna-Flora-Habitat-Gebiet
Das 5371.31 ha große FFH-Gebiet „Steinhuder Meer (mit Randbereichen)“ mit der Natura 2000-Kennung 3420-331 liegt in den Naturräumen Mittleres Wesertal (583), Hannoversche Moorgeest (622) und Lockumer Geest (628) der naturräumlichen Haupteinheit Weser-Aller-Flachland (D31).
Die Ausweisung wurde im Juni 2000 vorgeschlagen und im Dezember 2004 bestätigt.
Das FFH-Gebiet Steinhuder Meer mit Randbereichen ist definiert als „ein großer Flachsee im Komplex mit ausgedehnten naturnahen Verlandungszonen und teils intensiv, teils extensiv genutztem Grünland auf Niedermoor sowie – überwiegend durch Torfabbau beeinträchtigten – Hochmoorflächen“.
Die Biotopflächen sind 51 % Binnengewässer, 23 % Hoch- und Übergangsmoor, 21 % Intensivgrünland, 2 % Ackerland, 2 % Laubwald und 1 % Mischwald.
Die vertretenen Lebensraumtypen nach Anhang I der FFH-Richtlinie sind (nach Fläche geordnet):
2700 ha natürliche und naturnahe nährstoffreiche Stillgewässer mit Laichkraut- oder Froschbiss-Gesellschaften,
890 ha renaturierungsfähige degradierte Hochmoore,
230 ha Moorwälder,
50 ha magere Flachland-Mähwiesen,
20 ha Übergangs- und Schwingrasenmoore,
6 ha alte bodensaure Eichenwälder auf Sandböden mit Stieleiche,
5 ha feuchte Hochstaudenfluren,
1 ha dystrophe Stillgewässer,
0,1 ha Torfmoor-Schlenken mit Schnabelbinsen-Gesellschaften,
0,1 ha lebende Hochmoore,
0,0060 ha Sümpfe und Röhrichte mit Schneide.
Von den Tierarten der Artenlisten nach Anhang II der FFH-Richtlinie sind im Gebiet heimisch:
Kammmolch (Triturus cristatus), Steinbeißer (Cobitis taenia), Schlammpeitzger (Misgurnus fossilis), Teichfledermaus (Myotis dasycneme), Helm-Azurjungfer (Coenagrion mercuriale)
Indirekt nachgewiesen ist das Vorkommen des Fischotters (Lutra lutra).
Der Verbleib des Hirschkäfers (Lucanus cervus) ist nicht bekannt.
Von den Arten auf nationalen Roten Listen kommen vor: Laubfrosch, Knoblauchkröte, Moorfrosch, Schlingnatter, Zauneidechse und die Weichwurz.

## Vogelschutzgebiet Steinhuder Meer
Das Vogelschutzgebiet Steinhuder Meer mit der EU-Vogelschutzgebietsnummer 3521-401 sowie der niedersächsischen Gebietsnummer V42 hat eine Fläche von 5.327,00 ha. Es ist bis auf einen Streifen Moorwiesen am Südufer des Sees fast deckungsgleich mit dem FFH-Gebiet Steinhuder Meer (mit Randbereichen).
Das seit 1983 bestehende und 2001 neu abgegrenzte Gebiet ist ein Feuchtgebiet internationaler Bedeutung, insbesondere für Wasservogelarten, und bedeutender Vogellebensraum für Brutvogelarten ausgedehnter Röhrichte und ungestörter Waldbereiche. Es ist ein bedeutendes Brutgebiet für röhrichtbewohnende Vogelarten wie Wasserralle, Tüpfelsumpfhuhn und Schilfrohrsänger sowie ein wichtiges Rastgebiet für zahlreiche Wat- und Wasservögel (z. B. Haubentaucher, Kormoran, Zwerg- und Gänsesäger, Möwen, Enten und Gänse). Darüber hinaus sind die Randbereiche des Sees ein herausragendes Brutgebiet für Vogelarten strukturreicher ungestörter Waldareale wie Grauspecht, Rot- und Schwarzmilan sowie für Arten strukturreicher Halboffenlandschaften wie Braunkehlchen und Ziegenmelker.

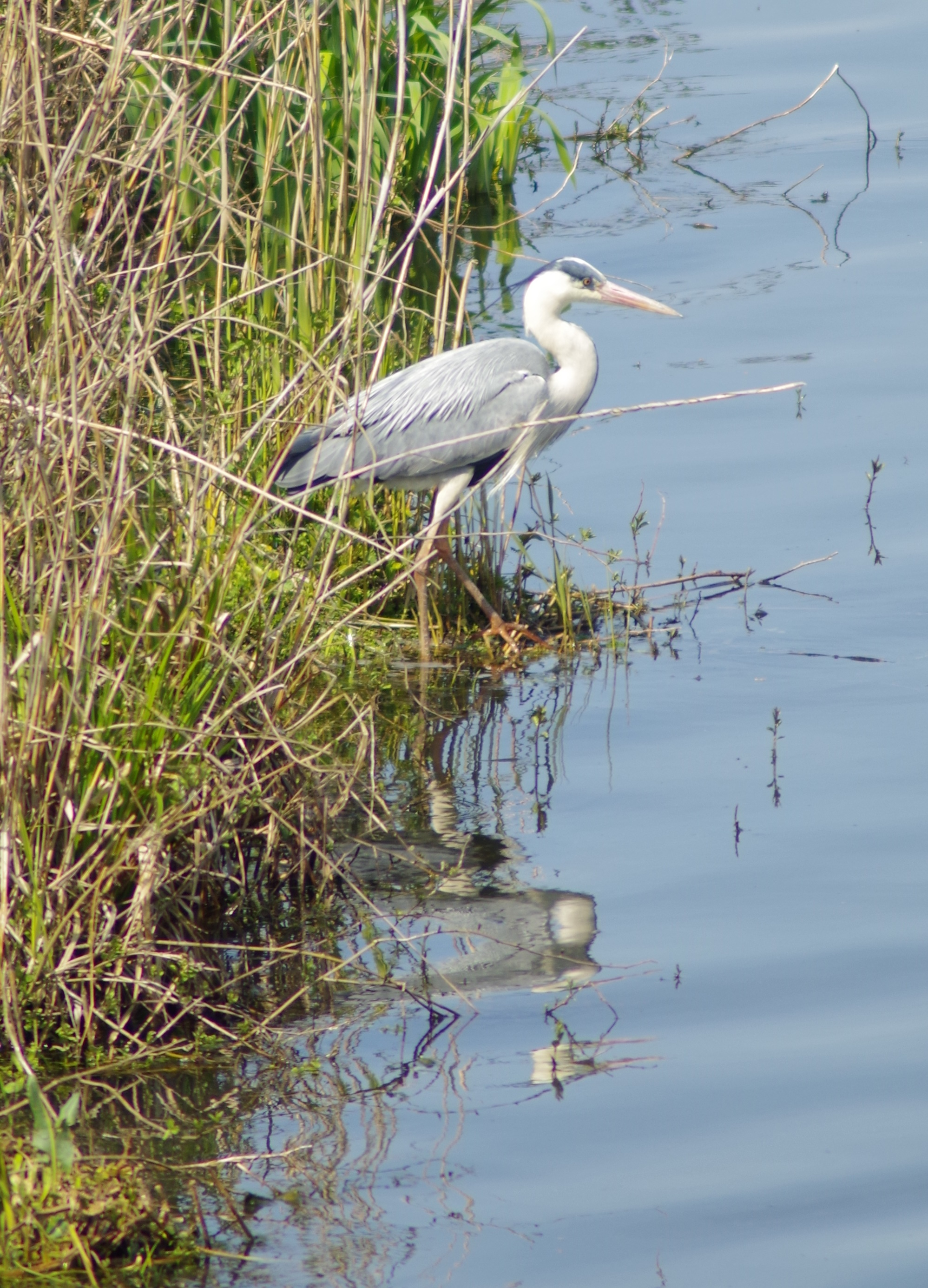
Graureiher
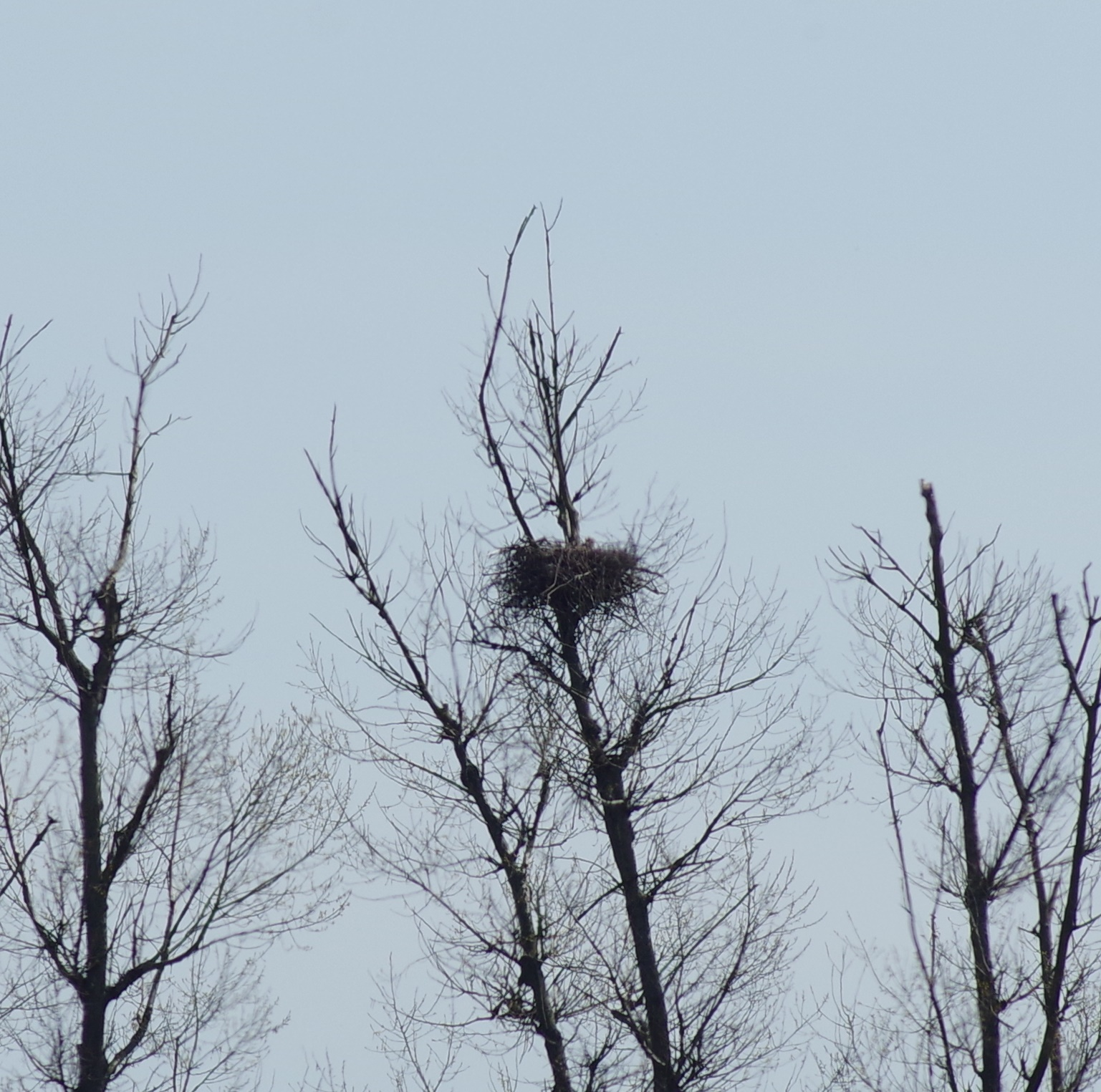
Seeadlerhorst
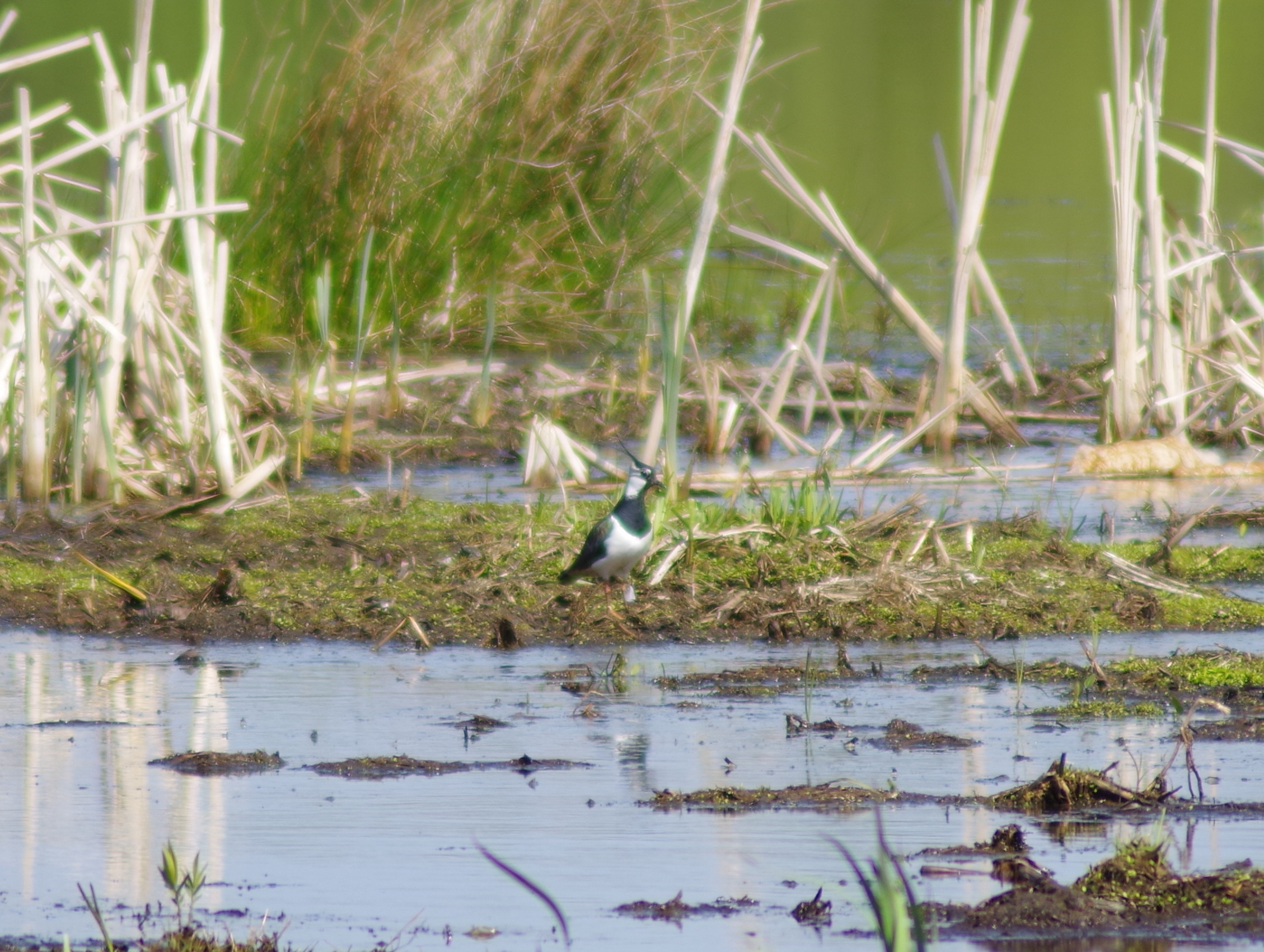
Kiebitz